# جورجي فيليبوف
جورجي فيليبوف هو لاعب كرة قدم بلغاري في مركز الوسط، ولد في 12 أغسطس 1985 في فارنا في بلغاريا. لعب مع نادي سبارتاك فارنا.

## وصلات خارجية
- جورجي فيليبوف على موقع قاعدة بيانات كرة القدم.إي يو (الإنجليزية)
- جورجي فيليبوف على موقع Soccerway.com (الإنجليزية)